# شارع عبد العزيز (مسلسل)
شارع عبد العزيز مسلسل مصري، من بطولة عمرو سعد، ومن إخراج أحمد يسري.

## القصة
تدور أحداث المسلسل في إطار اجتماعي تشويقي حول شارع عبد العزيز الشهير والذي حقق شهرة واسعة خلال العقدين الماضيين، بعد أن أصبح أحد أهم الأسواق التجارية في القاهرة فتتناول أحداث المسلسل بوجه عام قصص صعود وهبوط مجموعة كبيرة من التجار بداخله ويتم التركيز بوجه خاص على رحلة صعود سعد

## طاقم العمل
- عمرو سعد عبد العزيز
- علا غانم سناء
- سامي العدل شرشابي
- هنا شيحة لبنى
- محمد كامل قنديل
- نجلاء بدر 	روان
- ميمي جمال نعمة
- عايدة رياض عواطف
- هادي الجيار لطفي
- رامي غيط بكر
- محسن منصور شابرو
- هيثم محمد وليد
- تميم عبده الدوري
- رامي وحيد عاصم
- ريهام سعيد أشجان
- نهى العمروسي رتيبة
- منى حسين 	كريمة
- محمد أبو الوفا عبد الرحيم
- محمد شبانة عمرو
- مروة ثروت نسمة
- مديحة الحسيني